# Strižnjak
Strižnjak je nenaseljeni otočić u hrvatskom dijelu Jadranskog mora.
Njegova površina iznosi 0,028 km². Dužina obalne crte iznosi 0,61 km.